# White Water Summer

White Water Summer est un film américain réalisé en 1987 par Jeff Bleckner.

## Synopsis
Un guide expérimenté accompagne un jeune homme venant de la ville et ses trois amis pour leur première aventure sauvage. Dans le but de leur apprendre non seulement à survivre dans la nature, mais aussi à se connaître eux-mêmes, Vic les pousse jusqu'à leurs limites.

## Fiche technique
- Titre : White Water Summer
- Réalisation : Jeff Bleckner
- Scénario : Manya Starr
- Production : Ernest Kinoy
- Genre : Drame
- Pays de production :  États-Unis
- Durée : 90 minutes
- Date de sortie :
  - États-Unis : 10 juillet 1987

## Distribution
- Kevin Bacon : Vic
- Sean Astin : Alan
- Jonathan Ward : Mitch
- K.C. Martel : George
- Matt Adler : Chris
- Caroline McWilliams : Virginia Block